# Goran Fiorentini
Pour les articles homonymes, voir Fiorentini.
Goran Fiorentini (né le 21 novembre 1981 à Split) est un joueur de water-polo croate, naturalisé italien en 2001.
Il remporte la médaille d'argent lors des Championnats du monde à Barcelone en 2003.
Il est le frère de Deni Fiorentini.